# 모하메드 코나테
모하메드 코나테(프랑스어: Mohamed Konaté, 1997년 12월 12일 ~ )는 사우디 프로페셔널리그의 알리야드에서 뛰고 있는 부르키나파소의 축구 선수이다. 코트디부아르에서 태어난 그는 부르키나파소를 대표하여 국제적인 수준으로 뛰고 있다.

## 구단 경력
코나테는 2016년 9월 17일, 안지 마하치칼라와의 경기에서 우랄 예카테린부르크 소속으로 러시아 프리미어리그에 데뷔했다. 코나테는 더 많은 1군 축구를 추구하기 위해 2017년 2월에 우랄 예카테린부르크를 떠났다. 2017년 4월 22일, 그는 새로운 클럽인 라트비아의 발비테에서 데뷔했고 데뷔 후 득점을 올렸다.
2017년 7월, 코나테와 세드리크 고구아는 2017년 시즌이 끝날 때까지 카이라트의 아카데미 팀인 카이라트 A에 합류했다. 2017년 카자흐스탄 1부 리그를 마친 후, 코나테는 벨라루스 프리미어리그 팀인 호멜과 함께 시험대에 올랐다.
2018년 6월 24일, 퓨니크는 코나테의 계약을 발표했다. 2019년 6월 1일, 코나테는 퓨니크에 의해 방출되었다.
2019년 9월 2일, 러시아 풋볼 내셔널 리그의 팀 힘키와 계약을 체결했다.
2021년 5월 18일, 아흐마트 그로즈니는 코나테와 1년 계약을 맺었고, 2년을 추가로 선택할 수 있다고 발표했다.
코나테는 2024년 8월 21일, 사우디 프로페셔널리그 클럽 알리야드에 입단했다.

## 국가대표팀 경력
코트디부아르에서 태어난 코나테는 부르키나파소 혈통이다. 2020년 10월 9일, 코나테는 부르키나파소 국가대표팀을 대표하여 콩고 민주 공화국과의 친선 경기에서 3-0으로 이겼다. 2020년 11월 12일, 말라위와의 2021년 아프리카 네이션스컵 예선 첫 공식 경기를 치렀다.
그는 2021년 9월 2일, 니제르와의 2022년 FIFA 월드컵 예선 전에서 첫 골을 넣었다.